# Vitesse FC
Der Vitesse Football Club de Bobo-Dioulasso, auch einfach nur Vitesse FC genannt, ist ein Sportverein in Bobo-Dioulasso (Burkina Faso). Aktuell spielt der Verein in der ersten Liga, der Première Division.

## Stadion
Der Verein trägt seine Heimspiele im Stade Wobi in Bobo-Dioulasso aus. Das Stadion hat ein Fassungsvermögen von 10.000 Personen.

## Trainer
| Trainer       | Nation       | von         | bis |
| ------------- | ------------ | ----------- | --- |
| Mamadou Zongo | Burkina Faso | August 2017 |     |